# Dan Rather
Daniel Irvin Rather Jr., connu sous le diminutif de Dan Rather (né le 31 octobre 1931 à Wharton au Texas), est un journaliste américain, ex-présentateur-vedette du journal télévisé CBS Evening News durant 24 ans, de mars 1981 à mars 2005. Il a aussi contribué au magazine de la rédaction de CBS 60 Minutes. Il dirige et présente maintenant sur la chaîne AXS TV Dan Rather Reports, son propre magazine de reportages.

## Biographie

### Jeunesse et formation
Dan Rather naît à Wharton au Texas,. Sa famille s'installe à Houston et il grandit dans le quartier de Houston Heights, situé au nord-ouest de la ville. Il rêve de devenir journaliste dans la presse écrite et sort diplômé de l'université d'État Sam Houston en 1953.

### Début de carrière
Dan Rather commence sa carrière en 1950 en tant que correspondant à Huntsville pour l'agence Associated Press. Dans les années 1950, il est reporter pour United Press International (1950-1952). Il travaille pour plusieurs chaînes de radio texanes, ainsi que pour le Houston Chronicle (1954-1955). 

### Carrière à la télévision
En 1959, il entre à la télévision comme reporter pour KTRK-TV à Houston, puis est nommé rédacteur de l'information pour KHOU-TV, chaîne du réseau CBS. En 1961, lors du passage de l'ouragan Carla (en), il part en reportage à Galveston. À l'époque, seule l'armée possède le matériel radar pour suivre l'ouragan. Il se rend donc dans la station radar de l'US Navy. Sa prestation en direct impressionne les dirigeants du réseau, qui l'embauchent l'année suivante comme correspondant de CBS News à Dallas. 
Après une correspondance à l'étranger, il présente le CBS Weekend News tout en étant le correspondant de la chaîne à la Maison-Blanche pendant la présidence de Richard Nixon. Durant les années 1970, ses reportages pour le magazine 60 Minutes lui permettent de briguer la succession de Walter Cronkite pour la présentation du CBS Evening News, le journal télévisé du soir. Il présente sa première édition en mars 1981. 
Cependant, au cours des années 1980, l'audience diminue et les moyens accordés à la rédaction par une chaîne en crise financière sont limités. En octobre 1986, il est victime d'une agression à New York. L'un des assaillants, que l'on suppose être William Tager, lui posa une question qui resta célèbre : « Kenneth, what is the frequency? » (« Kenneth, quelle est la fréquence ? »). La phrase a inspiré au groupe R.E.M. la chanson What's the Frequency, Kenneth?, qui figure sur l'album Monster.
Entre 1993 et 1995, il présente CBS Evening News avec la journaliste Connie Chung. Vers la fin de sa carrière, le journal est devancé en termes d'audience par NBC Nightly News et ABC World News Tonight.

### «Memogate» (ou «Rathergate») et départ de CBS
En septembre 2004, deux mois avant l'élection présidentielle américaine, Dan Rather présente dans le cadre du magazine d'information 60 Minutes Wednesday un reportage accusant le président américain George W. Bush d'avoir bénéficié d'appuis afin d'effectuer son service militaire dans la garde nationale aérienne du Texas durant la guerre du Viêt Nam,. L'authenticité des documents sur lesquels s'appuie le reportage est remise en cause par la presse, et le sujet provoque une polémique politico-médiatique. Le réseau CBS reconnaît qu'il a agi de façon précipitée sans prendre le temps nécessaire à l'authentification des documents incriminés. Dan Rather présente des excuses, il admet que leur utilisation constituait une « erreur de jugement ». 
CBS désigne une commission d'experts, dirigée par l'ancien procureur général Dick Thornburgh. Dans ses conclusions, elle affirme que des « manquements déontologiques et professionnels » ont eu lieu,. L'affaire aboutit au licenciement de la productrice de l'émission (Mary Mapes) et la démission forcée de trois cadres supérieurs (Josh Howard, Mary Murphy et Betsy West), dont un vice-président principal (senior vice-president). Aucune sanction n'est prise à l'encontre de Rather, qui a peu participé à l'élaboration du reportage concernant le président Bush. La commission lui reproche un manque d'esprit critique vis-à-vis du travail effectué. Le journaliste présente sa dernière édition de CBS Evening News le 9 mars 2005,. Il quitte le réseau en juin 2006, avant l'expiration de son contrat.
Dan Rather entame une procédure judiciaire à l'encontre de son ex-employeur pour rupture de contrat, réclamant 70 millions de dollars à CBS. Il estime que sa réputation a été ternie et avoir servi de bouc-émissaire au réseau pour apaiser ses relations avec l'administration Bush. En 2010, il est débouté par la cour d'appel de l'État de New York (New York State Court of Appeals).

## Dans la culture populaire
En 2015, Dan Rather est incarné par Robert Redford dans le film Truth : Le Prix de la vérité (Truth) de James Vanderbilt d'après le livre de Mary Mapes intitulé Truth and duty : the press, the president and the privilege of power.